# Ghost Love Score
Ghost Love Score is een nummer van de Finse band Nightwish. Het nummer werd uitgebracht als de negende track op hun album Once uit 2004.

## Achtergrond
Ghost Love Score werd geschreven door toetsenist Tuomas Holopainen en geproduceerd door Holopainen en TeeCee Kinnunen. Tot dan toe was het met een lengte van tien minuten het op één na langste nummer dat Nightwish had uitgebracht, na "Beauty of the Beast" van het voorgaande album Century Child. Op twee singles van het album Once verscheen het als een van de B-kanten; op Wish I Had an Angel verscheen een instrumentale versie, terwijl op de Japanse uitgave van "Kuolema Tekee Taiteilijan" een orkestrale versie te vinden is.
Ghost Love Score werd opgenomen met het London Philharmonic Orchestra. Holopainen herinnerde zich over de opname: "We hebben nu vier albums gemaakt met orkesten en symfonische geluiden, en dan moet je bereid zijn om de volgende stap te nemen en nog tien stappen verder te zetten, en zo zijn we bij het London Philharmonic Orchestra gekomen. [...] Muzikaal gezien was het van onze kant erg relaxed, omdat iedereen in het orkest zijn deel kende, dus lagen wij eigenlijk twee dagen op de bank terwijl we luisterden naar al deze mensen die onze nummers speelden, en we genoten van elk moment. Het was een van de beste ervaringen van mijn leven. Het eerste nummer dat zij speelden was "Ghost Love Score", we wisten niet wat we moesten verwachten, en ik dacht: Dit kan niet waar zijn!"
Holopainen werd geïnspireerd door progressieve rockmuziek tijdens het schrijven van Ghost Love Score. Hij vertelde hierover: "Ik ben een grote fan van oude progressieve rock en dit is een nummer dat veel verschillende delen heeft, en verschillende sferen op verschillende plaatsen om het verhaal te ondersteunen. Dat is waarom ik dit een goed nummer vind; er is veel variatie en het is altijd interessant om het live te spelen. Mijn grootste invloed uit de progwereld moet Jethro Tull zijn, maar ik vind het ook leuk om naar Yes en Genesis en dat soort bands te luisteren, en er is een overeenkomst tussen de structuur en de lengte van veel van hun nummers en dit nummer."

## Live versie
Ghost Love Score is afkomstig van het laatste Nightwish-album waarop de oorspronkelijke zangeres Tarja Turunen te horen is. Desondanks werd het nummer na haar vertrek nog vaak live gespeeld, waaronder ook met de derde zangeres Floor Jansen. Zo verscheen het op het livealbum Showtime, Storytime uit 2013, de eerste uitgave van de band met Jansen. Over de uitdagingen van het live ten gehore brengen van het nummer vertelde zij: "[Het is] een van de grootste uitdagingen om dat te zingen, omdat het zo moeilijk is om het goed te zingen. Maar ik voelde natuurlijk aan dat het einde... ja, ik zong het altijd anders, en het groeide uit tot wat het uiteindelijk werd, wat zo kenmerkend werd aan mij dat de fans het erg waarderen. Ik hou ervan om het te spelen, omdat het zo speciaal is geworden en omdat het eruit komt op een manier die je niet kunt voorspellen, je kunt dit soort dingen niet maken, ze gebeuren gewoon, en dit gebeurde ook. En op die manier maakt dat dit nummer erg speciaal voor mij."
In Nederland verkreeg Ghost Love Score in 2019 populariteit na de deelname van Floor Jansen aan het televisieprogramma Beste Zangers. Dat jaar verscheen de liveversie afkomstig van Showtime, Storytime, opgenomen tijdens het festival Wacken Open Air, ook voor het eerst in de Radio 2 Top 2000 en staat sindsdien onafgebroken in de lijst.

## Reactie video's
De live versies zijn erg populair als 'reaction video', waarin mensen zichzelf filmen terwijl ze een (muziek)video voor het eerst zien en horen. Met name het laatste deel, met daarin de kenmerkende uithaal van Floor Jansen, maakt daarbij vrijwel altijd zichtbaar veel indruk bij de kijker/luisteraar (door fans wordt de reactie ook wel een 'floorgasm' genoemd). Volgens Nightwish zelf is Ghost Love Score een van de meest uitgevoerde muziekreactie video's op YouTube, met (in 2022) meer dan 1400 versies die samen meer dan 18 miljoen keer bekeken zijn.

## NPO Radio 2 Top 2000
| Nummer met noteringen in de NPO Radio 2 Top 2000 | '19  | '20 | '21 | '22 | '23 | '24 |
| ------------------------------------------------ | ---- | --- | --- | --- | --- | --- |
| Ghost Love Score                                 | 1417 | 365 | 272 | 197 | 289 | 252 |

1. ↑  Een vetgedrukt getal geeft de hoogste notering aan.
2. ↑  2019 was het eerste jaar met een notering voor dit nummer.